# Rudka Miryńska
Rudka Miryńska (ukr. Рудка-Миринська) – wieś na Ukrainie w rejonie kowelskim obwodu wołyńskiego.
W XIX w. wieś Miryńska Rudka znajdowała się w gminie Wielick powiatu koelskiego guberni wołyńskiej, 33 wiorsty od Kowla, 49 domów, 295 mieszkańców.
3 sierpnia 1916 w rejonie wsi miało miejsce przeciwnatarcie połączonych oddziałów brygad Legionów Polskich celem odbicia pozycji utraconych przez austriacką 4 Dywizję Piechoty.